# Marcilly-en-Villette
Marcilly-en-Villette é uma comuna francesa na região administrativa do Centro, no departamento Loiret. Estende-se por uma área de 63,48 km². Em 2010 a comuna tinha 2 178 habitantes (densidade: 34,3 hab./km²).